# Ossuaire de Plélan-le-Petit
L'ossuaire est situé à Plélan-le-Petit, en France.

## Localisation
L'ossuaire est situé sur la commune de Plélan-le-Petit autrefois adossé au mur du cimetière et a été déplacé en 1937 dans le département des Côtes-d'Armor en région Bretagne.

## Description
Ossuaire qui se singularise par un toit en pierre.

## Historique
Le monument est inscrit au titre des monuments historiques par arrêté en 19 mars 1926.

## Galerie

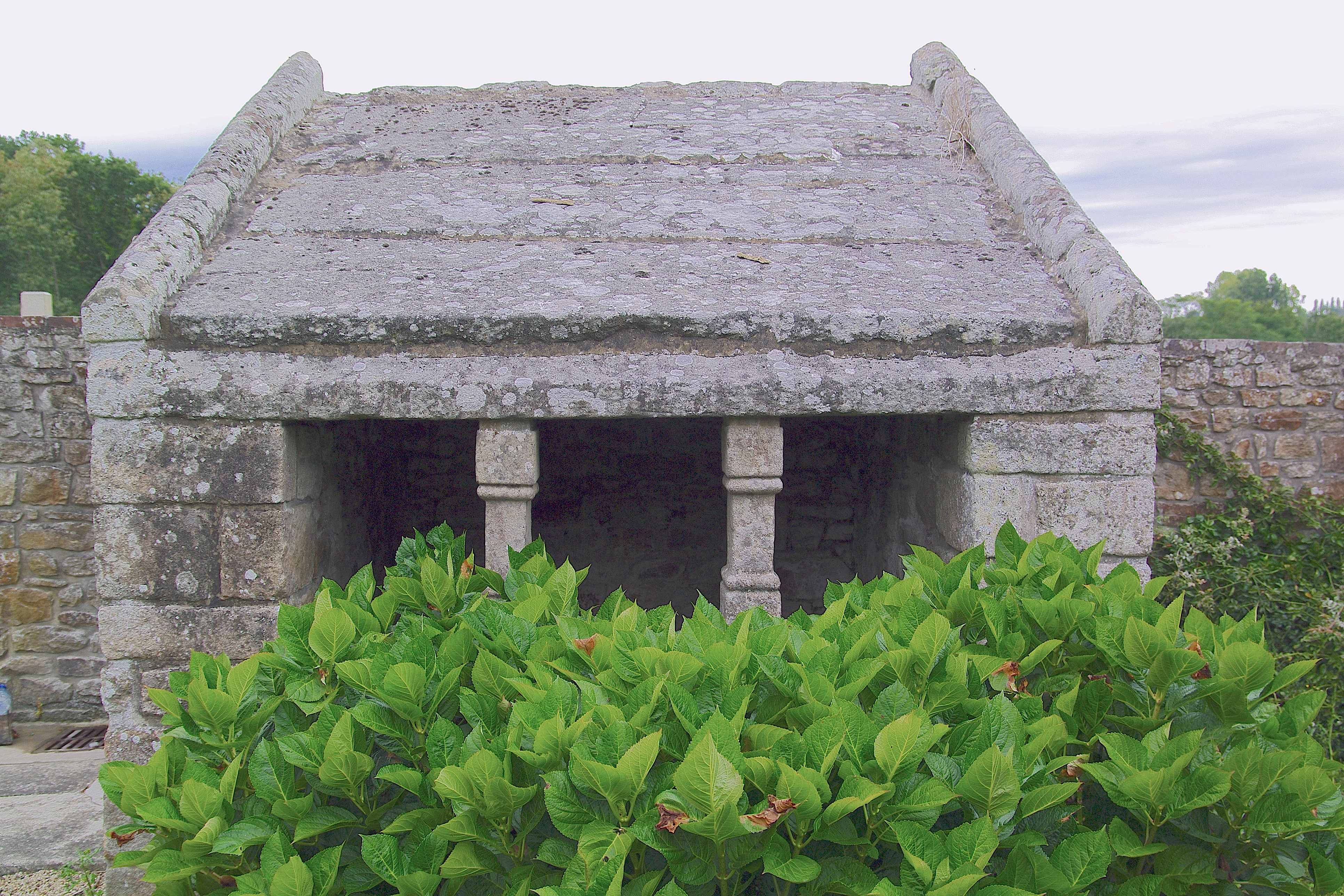
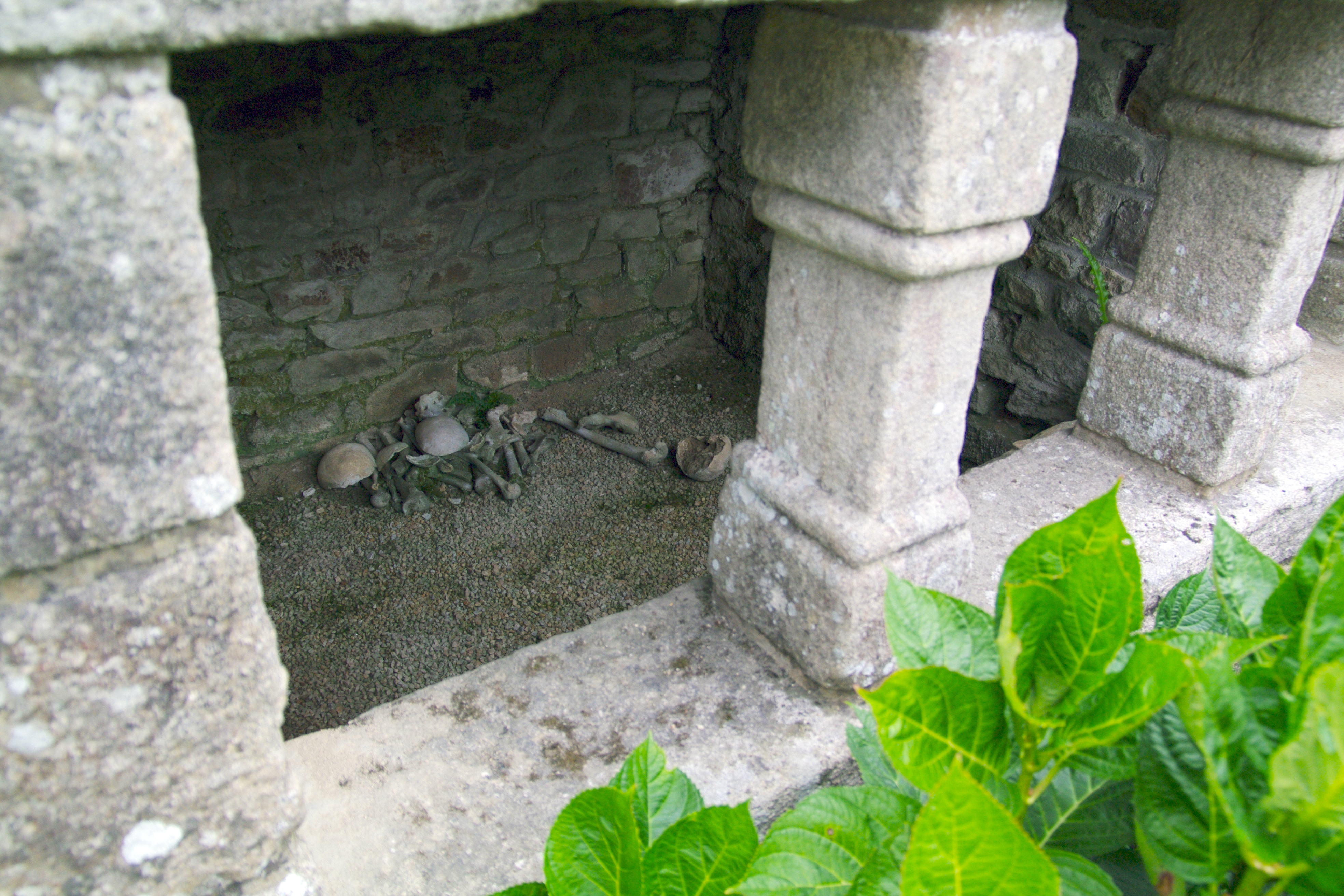